# С-дуга

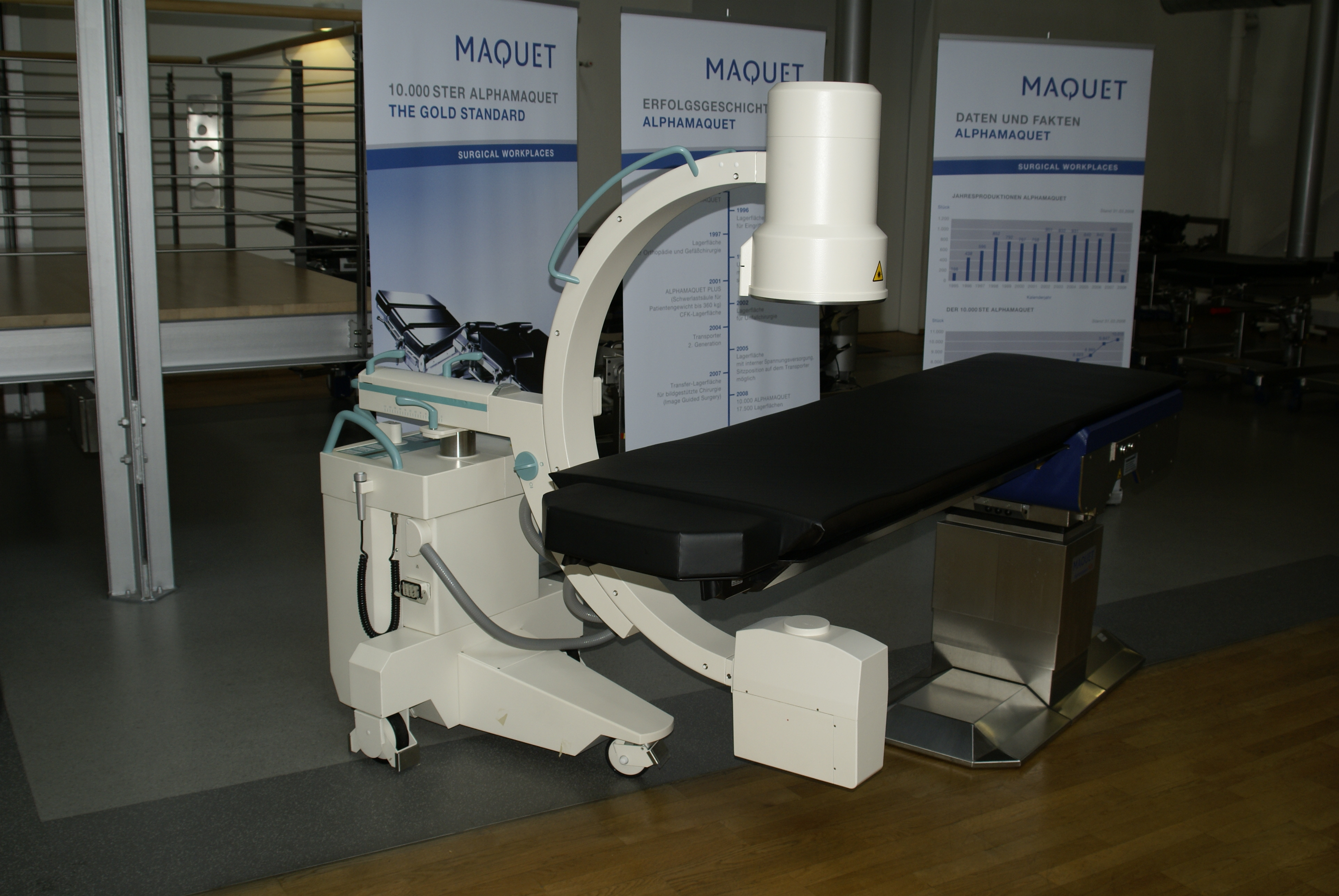
С-дуга Ziehm 8000 производства Ziehm Imaging и операционный стол ALPHAMAQUET 1150 компании MAQUET с полностью рентгенопрозрачной столешницей.

С-дуга — общее название семейства интраоперационных (хирургических) рентгеновских систем. Название происходит от английского названия «C-arm» и напрямую связано с характерной формой штатива в виде латинской буквы «C». Аппараты так же подразделяются на передвижные и фиксированные.
С-дуги используются для визуализации большинства инвазивных процедур: от относительно простых операций (по требованию визуализации) типа перкутанной нефроскопии, где локализуются размеры и положения почечных конкрементов, до точных и сложных по имплантации аортального клапана или транспедикулярного остеосинтеза позвоночника с использованием 3D реконструкции на С-дуге.
Так же новой тенденцией является интраоперационная визуализация при онкологических процедурах — контактной лучевой терапии (брахитерапия).
Некоторые производители медицинского оборудования также выпускают специальные рентгенопрозрачные медицинские каталки, которые специально сконструированы для использования С-дуги и позволяют проводить рентгеноскопию прямо в приемном отделении без перекладывания пациента. Также мобильные ангиографы, на которых возможно выполнять большинство диагностических и лечебных вмешательств. Они имеют моторизованный привод, оснащаются мощными генераторами, теплоемкими трубками, ангиопакетом, рентгенопрозрачным столом и инъектором.

## Применение С-дуг во время хирургических операций
Фиксированные С-дуги используются в гибридных операционных. Такие С-дуги являются ключевым элементом гибридных операционных обеспечивая медицинскую визуализацию во время операции.